# Krabi (Stadt)
Krabi (thailändisch กระบี่, Aussprache: [kràʔbìː]; etwa: ‚altes Schwert‘) ist eine Stadt (เทศบาลเมืองกระบี่) in der thailändischen Provinz Krabi. Sie ist die Hauptstadt des Amphoe (‚Verwaltungsbezirk‘) Mueang Krabi (Thai: อำเภอเมืองกระบี่) und der Provinz Krabi.
Die Stadt Krabi hat 28.900 Einwohner. (Stand 2012)

## Lage
Die Provinz Krabi liegt in der Südregion von Thailand, an der Westküste Thailands zur Andamanensee an einer Bucht gegenüber der Insel Phuket. Die kleine Provinzhauptstadt liegt am gleichnamigen Fluss Krabi. Sie ist Metropole und Finanzzentrum der Region.

## Wirtschaft und Bedeutung
Krabi ist eines der attraktivsten Reiseziele in Süd-Thailand. Die Andamanensee im Westen, an der zahllose natürliche Attraktionen liegen, ist beeindruckend. Dazu gehören die weißen Sandstrände, steil aufsteigende hohe Felsen, faszinierende Korallenriffe, zahlreiche größere und kleinere Inseln sowie Wälder mit Höhlen und Wasserfällen.
Die touristische Erschließung der Umgebung ist im vollen Gange. Die schroff aufragenden Kalksteinfelsen ziehen Kletterer aus aller Welt an, teilweise lassen sie sich nur mit Ausrüstung besteigen. Hierzu entwickelt sich eine einheimische Industrie.

## Verkehr
Die Provinzhauptstadt Krabi ist (nach Hat Yai) der Knotenpunkt des Tourismus im Süden Thailands.

### Fähren
Ein neuer, einer Flughafenhalle ähnlicher Fährhafen, ist im Westen der Stadt 2003 in Betrieb genommen worden. Von dort verkehren die Fährschiffe täglich zu den Phi Phi Inseln (Fahrzeit etwa eine Stunde), nach Ko Lanta (Fahrzeit etwa zwei Stunden) und nach Ko Phuket (Fahrzeit etwa zweieinhalb Stunden).

### Flughafen
Der Flughafen Krabi liegt etwa acht Kilometer nordöstlich des Stadtzentrums. Flugverbindungen bestehen hauptsächlich nach Bangkok. Seit der Erweiterung und offizieller Eröffnung als internationaler Flughafen im Mai 2006 werden auch internationale Flüge unter anderem nach Kuala Lumpur und Singapur angeboten.

## Persönlichkeiten
- Wanlop Saechio (* 1986), Fußballspieler
- Suchart Chayyai (* 1989), Fußballspieler
- Somkid Chamnarnsilp (* 1993), Fußballspieler
- Nanthawat Suankaeo (* 1997), Fußballspieler